# Eutanyacra valdenigra
Eutanyacra valdenigra là một loài tò vò trong họ Ichneumonidae.